# کمیته عملی زبان ملی
کمیتهٔ عملی زبان ملی (به بنگالی: Rashtrabhasha Sangram Parishad) سازمانی سیاسی بود که توسط سیاست‌مداران بنگالی، با هدف رسمیت بخشیدن به زبان بنگالی در حکومت پاکستان، تأسیس شد. این سازمان یکی از تأثیر گذارترین نهادهای جنبش زبان بنگالی بود.
مجلس تمدن نخستین اقدامات را انجام داد که منجر به آفرینش کمیته عملی شد.
این کمیته در اواخر سال ۱۹۴۷ آغاز به کار کرد. مؤسس اولیه این نهاد نورالحق بهوئیان بود. از دیگر اعضای نخست گروه شمس‌العالم، ابوالخیر، عبدالواحد چودهاری و الی احد بود. بعدها افرادی چون محمد طاها و سید نذرالاسلام joined in. افزوده شدند و همگی اعضای گروه همواره مخفی بودند.
در ژانویه ۱۹۴۸, سازمان با فعالان هنری و علمی دانشگاه بنگال نشستی برگزار کرد تا موجب افزایش کاربردهای زبان بنگالی گردد. هدف اصلی نشست بررسی توانایی زبان برای آموزش در سطح اولیه بود.